# Лангнау-ам-Альбис
Ла́нгнау-ам-А́льбис (нем. Langnau am Albis) — коммуна в Швейцарии, в кантоне Цюрих.
Входит в состав округа Хорген. Население составляет 6971 человек (на 31 декабря 2007 года). Официальный код — 0136.